# Óscar Navarro
Óscar Navarro González (Novelda, Alicante, 1981) es un compositor, director de orquesta, clarinetista y pedagogo musical español.

## Biografía
Óscar Navarro nace en la localidad de Novelda (Alicante), donde comienza sus estudios musicales recibiendo el Premio Extraordinario fin de Grado Elemental y Mención Honorífica en el Premio Extraordinario junto con Matrícula de Honor en el final de sus estudios superiores en la especialidad de clarinete, en el Conservatorio Superior “Óscar Esplá” de Alicante.
Posteriormente estudia composición y dirección en la Allegro Internacional Music Academy de Valencia con el que fue su principal maestro y amigo Ferrer Ferrán, pasando a ser seleccionado posteriormente por la prestigiosa Universidad del Sur de California, para realizar la especialización en composición para cine y televisión. Al finalizar sus estudios fue galardonado con el premio Harry Warren Endowed Scholarship for Scoring for Motion Pictures and TV, y desde entonces ha realizado grabaciones de su música en estudios de Los Ángeles como Capitol Records, Paramount Pictures o Warner Bros. 
Entre las orquestas y bandas que han interpretado su música cabe destacar formaciones como la Orquesta de Cleveland, Orquesta Filarmónica de la BBC, Orquesta de Louisville, The Hollywood Studio Orchestra, Orquesta Sinfónica Chaikovski de la Radio de Moscú, The Royal School of Music Symphony Orchestra, Orquesta Sinfónica de Paraguay, Orquesta de la Radio de Kiev, Orquesta Sinfónica Midland-Odessa Nordwestdeutsche Philharmonie, Orquesta Sinfónica del Principado de Asturias, Orquesta Sinfónica de Medellín, Orquesta Sinfónica de la Región de Murcia, Joven Orquesta Nacional de España, Orquesta Sinfónica de Galicia, Banda Sinfónica Municipal de Madrid, Banda Municipal de Valencia, Banda Municipal de Barcelona y la Banda Primitiva de Llíria entre otras.
Por otro lado, su música ha sido interpretada en salas de concierto de todo el mundo como el Teatro de La Scala de Milán, Walt Disney Concert Hall de Los Ángeles, Carnegie Hall de Nueva York, Musikverein, Sala Chaikovski de Moscú, Festival de Tanglewood, Lincoln Center de Nueva York, Zaryadye Concert Hall de Moscú, Palau de la Música de Valencia o Auditorio Nacional de España.
Ha recibido encargos y colaborado como compositor invitado con orquestas como la Orquesta y Coro Nacionales de España, la Orquesta de Cleveland, la Orquesta Sinfónica de Midland-Odesa, la Orquesta Sinfónica de Downey, la Orquesta Sinfónica del Principado de Asturias, el ensemble contemporáneo de la Orquesta de Cadaqués, u orquestas jóvenes como la Joven Orquesta Nacional de España, la Joven Orquesta de la Generalitat Valenciana o la Orquesta Sinfónica de la Universidad de Columbia Británica.
En su faceta como director ha colaborado con orquestas como la Orquesta Sinfónica de Tenerife, Orquesta Sinfónica de Córdoba, Orquesta Clásica Santa Cecilia, Joven Orquesta Sinfónica de Ibiza, Orquesta ADDA Sinfónica de Alicante, Orquesta de Extremadura o la European Royal Ensemble. Fuera de España cabe destacar sus colaboraciones como director con la Orquesta Sinfónica Chaikovski de la Radio de Moscú, Orquesta Sinfónica de Macedonia, Orquesta de la Radio de Kiev, Orquesta de la Radio de Grecia, Orquesta Sinfónica de Downey o la Hollywood Studio Orchestra. Dentro del campo de las bandas sinfónicas, ha dirigido la Banda Sinfónica Municipal de Madrid, Banda Municipal de Alicante, Banda Sinfónica Municipal de las Palmas de Gran Canaria, Banda Primitiva de Llíria, Banda CIM La Armónica de Buñol, Banda de los Reyes de Bélgica, Fanfare de Romont y la Fribourg Wind Band entre otras.
Durante su carrera profesional ha trabajado junto a solistas como Ramón Ortega (oboe solista de la Orquesta Sinfónica de la Radio de Baviera), para quien compone el concierto para oboe y orquesta «Legacy», Franklin Cohen (clarinete solista de la Orquesta de Cleveland), Salvador Navarro (trompa solista de la Orquesta y Coro Nacionales de España), José Franch-Ballester (clarinete solista internacional y profesor de la Universidad de Columbia Británica), Javier Bonet (trompa de la Orquesta y Coro Nacionales de España), Ara Malikian, Eddy Vanoosthuyse (clarinete solista de la Orquesta Filarmónica de Bruselas) o Magnus Koch Jensen (fagot solista de la Orquesta Sinfónica Nacional de Dinamarca).
Oscar Navarro posee su propia orquesta sinfónica bajo el nombre de Oscar Navarro Symphony Orchestra, presentada en 2016 ante más de 2.000 espectadores y con la cual realiza conciertos y grabaciones en exclusiva de su música. Además es asiduamente invitado para realizar master clases en diversos festivales y universidades internacionales como la Universidad del Sur de California, Chapman University, Universidad de Lovaina, Universidad Duluth de Minnesota, Instituto Valenciano de la Música o Universidad Complutense de Madrid.
Su música ha recibido premios en España, Estados Unidos, Holanda, Singapur, Italia, India, Francia o Sudáfrica destacando los premios Hollywood Music in Media Awards, premio BUMA a mejor compositor internacional, los X Premios de la Crítica Musical Cinematográfica, Mundo BSO Awards, XIII Premios Goldspirit, Accolade Music Awards, Track Music Awards, Global Music Awards, premios Jerry Goldsmith y la nominación a los Premios Goya de la Academia de las Artes y las Ciencias Cinematográficas de España con la banda sonora para la película La Mula.
Con motivo del décimo aniversario de la proclamación del rey Felipe VI, la Casa Real le encargó una pieza musical para la ocasión. Navarro compuso «Obertura Rey Felipe VI», que se presentó al público el 19 de junio de 2024 en un concierto al aire libre en el Palacio Real a cargo de la Guardia Real.

## Premios y nominaciones

### Premios
- Premio “Silver Medal” a Mejor Compositor y Mejor Banda Sonora Original en los Global Music Awards, por la Banda Sonora “Sueños de Sal” (2015)[7]

- Premio “Award of Merit” a Mejor Banda Sonora de los Accolade Global Film Music Awards por la BSO “Sueños de Sal” y Mención Especial por la canción-Tema principal “Sueños de Sal” (2015)[8]
- Premio a Mejor Banda Sonora Nacional “Sueños de Sal” de la Crítica Musical Cinematográfica Española (2016)[9]
- Premio Jerry Goldsmith a Mejor Canción por “Sueños de Sal” (2016)[10]
- Premio Cortocomenius a Mejor Banda Sonora por “Continuidad de los parques” (2016)

- Premio Jerry Goldsmith a Mejor Canción por “Survivors” (2018)[10]
- Premio a mejor Banda Sonora del 6 to Nebraska Film Festival por ”Map to the Stars” (2018)

- Premio del South Film and Arts Academy Festival a Mejor Banda Sonora “The Croutox Report” (2019)[11]

### Nominaciones
- Nominado en los Hollywood Media in Music Awards al premio a Mejor B.S.O para Cortometraje de animación por “Project K9” (2012)[12]
- Nominación en el XII Festival Internacional A.F. Lavagnino Musica e Cinema al premio a Mejor compositor (2012)[13]
- Nominado en el Aubagne International Film Festival al premio a Mejor Banda Sonora por “Don Enrique de Guzmán” (2013)[14]
- Nominado en los premios Mundo BSO al premios a Mejor B.S.O. española por “La Mula” (2013)[15]
- Nominado en los Hollywood Media in Music Awards al premio a Mejor B.S.O por “LA MULA” (2013)[16]
- Nominado en los Hollywood Media in Music Awards al premio a Mejor Sound Track Álbum por “La Mula” (2013)
- Nominado al Premio Goya a mejor Banda Sonora Original por “La Mula” (2014)[17]
- Nominado al premio Jerry Goldsmith a Mejor Banda Sonora para Cortometraje por “Project K9” (2014)[10]
- Nominado al premio Goldspirit a Mejor Banda Sonora por “La Mula” (2014)[18]
- Nominado al premio de la Crítica Musical Cinematográfica Española a Mejor B.S.O. Nacional por "Sueños de Sal" (2014)
- Nominado al premio a Mejor Banda Sonor del Los Angeles Independent Film Festival por “Bordando la frontera” (2015)[19]
- Nominado en los Hollywood Media in Music Awards al premio a Mejor Canción por “Sueños de Sal” (2015)[20]
- Nominado en los Weekend Horror Awards al premio a Mejor Banda Sonora por “Hay algo en la oscuridad” (2018)[21]

## Composiciones

### Bandas sonoras
- Sueños de sal, ganador en 2015 Premio Goya a la mejor película documental.[22]
- La mula, banda sonora nominada en 2013 al Premio Goya a la mejor música original.[23]
- Madrid 2120, cortometraje de animación ganador en 2020 Premio Goya al mejor Cortometraje de animación.[24]
- Acting 101, banda sonora nominada en “Los Angeles independent Film Festival” (EE.UU).[25]
- Bordando la frontera, banda sonora nominada en “Los Angeles independent Film Festival” (EE.UU).[19]
- Continuidad de los parques, premio a mejor banda sonora en "Premios Cortocomenius 2016".
- Project K9, nominado a Mejor Banda Sonora en los "Hollywood Music in Media Awards (Los Angeles) y "Premios Jerry Goldsmith 2014"[26]
- The croutox report, premio a mejor banda sonora en los “South film and arts academy festival" (EE.UU)
- Adam in aeternum.
- Ayúdame a recordar.
- Chanel Nº5.
- Cuando nieva sobre el hielo del infierno.
- Don Enrique de Guzman.
- Hay algo en la oscuridad.
- Historia de un asesino.
- La cicatriz.
- La pelota.
- Los exiliados de Kratos.
- Mapa a las estrellas.
- Mascara de cordura.

Ha hecho un total de 20 bandas sonoras

### Obras para orquesta sinfónica
- El Arca de Noé, poema sinfónico.
- 1ª Sinfonía Hell and Heaven (Transcripción para Orquesta Sinfónica)
- Downey overture, obertura latina.
- Concerto, para clarinete
- II Concerto, para clarinete.
- III Concerto, para clarinete en Sib / Mib y Orquesta Sinfónica.
- Leyendas, para Clarinete y Orquesta Sinfónica.
- Las Siete Trompetas del Apocalipsis, para coro y Orquesta Sinfónica.
- Paradise, poema sinfónico (Transcripción para Orquesta Sinfónica).
- Legacy, concierto para oboe.
- Latent emotions, suite para violín y Orquesta Sinfónica.
- Connection, concierto para trompa y Orquesta Sinfónica.
- El Olimpo de los Dioses, suite para Orquesta Sinfónica.
- Hispania, fantasía española (Transcripción para Orquesta Sinfónica).
- La Mula, suite de concierto de la B.S.O para la película "La Mula".
- Lenny, fantasía (Transcripción para Orquesta Sinfónica).
- Libertadores, poema sinfónico (Transcripción para Orquesta Sinfónica).
- Paconchita, obertura latina (Transcripción para Orquesta Sinfónica).
- Rose in flames, para Arpa, voz y Orquesta Sinfónica.
- Sueños de Sal, suite de concierto de la B.S.O para la película documental "Sueños de Sal".
- Survivors, balada Pop/Rock para Voz femenina, grupo de Rock y Orquesta Sinfónica.
- The Musketeers, fantasía para Cuarteto de Clarinetes y Orquesta Sinfónica (Transcripción para Orquesta Sinfónica).
- El ilustre marino, introducción y marcha para Orquesta, Coro y grupo de tambores y cornetas (Transcripción para Orquesta Sinfónica).
- Andrés contrabandista, pasodoble (Transcripción para Orquesta Sinfónica).
- Antonio Estevan López y María Gil herrero, pasodoble (Transcripción para Orquesta Sinfónica).
- Osanna in Excelsis, marcha de procesión (Transcripción para Orquesta Sinfónica).

Ha compuesto un total 22 obras para orquesta sinfónica

### Obras para banda sinfónica
- El Arca de Noé, poema sinfónico (Transcripción para Banda Sinfónica).
- The fly, invención para banda sinfónica.
- Connection, concierto para trompa (Transcripción para Banda Sinfónica).
- Downey overture, obertura latina (Transcripción para Banda Sinfónica).
- El ilustre marino, introducción y marcha para Banda, Coro y grupo de tambores y cornetas.
- El Olimpo de los Dioses, suite (Transcripción para Banda Sinfónica).
- Expedition, poema sinfónico.
- Fun for two, fantasía para dos saxofones altos y banda Sinfónica.
- Gimenez Ganga, mambo para Banda Sinfónica.
- 1ª Sinfonía "Hell and Heaven", para Banda Sinfónica.
- Hispania, fantasía española.
- Concerto, para clarinete.
- II Concerto, para clarinete (Transcripción para Banda Sinfónica).
- III Concerto, para clarinete en Sib / Mib (Transcripción para Banda Sinfónica).
- Jumper clarinet, para Clarinete y Banda Sinfónica.
- La Mula, suite de concierto de la B.S.O para la película "La Mula" (Transcripción para Banda Sinfónica).
- Las Siete Trompetas del Apocalipsis, para coro y Banda Sinfónica (Transcripción para Banda Sinfónica).
- Latent emotions, suite para violín y Banda Sinfónica (Transcripción para Banda Sinfónica).
- Legacy, concierto para oboe (Transcripción para Banda Sinfónica).
- Leyendas, para Clarinete y Banda Sinfónica (Transcripción para Banda Sinfónica).
- Libertadores, poema sinfónico.
- Paconchita, obertura latina.
- Paradise, poema sinfónico.
- Shanghai, obertura asiática.
- Sueños de Sal, suite de concierto de la B.S.O para la película documental "Sueños de Sal" (Transcripción para Banda Sinfónica).
- The mountains of Switzerland, poema sinfónico.
- The Musketeers, fantasía para Cuarteto de Clarinetes y Banda Sinfónica.
- Trips, poema sinfónico.
- Obertura Rey Felipe VI, encargo privado con motivo del décimo aniversario de la proclamación del rey.

Ha compuesto un total de 29 obras para banda sinfónica

### Música de cámara
- Arabian Gipsy Promenade, para conjunto de saxofones y sonidos pregrabados.
- Continental, para cuarteto de clarinetes.
- Cosas del Destino, trío para violín, violonchelo y piano.
- Call for music, para conjunto de metales.
- Concerto, para clarinete (Reducción Clarinete y Piano).
- Connection, concierto para trompa (Reducción trompa y Piano).
- Continental, para cuarteto de clarinetes.
- Creation, cuarteto para Clarinete, Violín, Violonchelo y piano.
- Fun for two (Reducción para dos saxofones altos y Piano).
- Fun for two (Reducción para dos clarinetes en Sib y Piano).
- II Concerto, para clarinete (Reducción Clarinete y Piano).
- II Concerto, para clarinete (Reducción para Clarinete solista y cuarteto de Clarinetes).
- III Concerto, para clarinete en Sib / Mib (Reducción Clarinete en Sib/Mib y Piano).
- Juego de ladrones, fantasía para quinteto clásico.
- Legacy, concierto para oboe (Reducción oboe y Piano).
- Lenny, fantasía (Reducción clarinete y Piano).
- Lenny, fantasía (Reducción flauta y Piano).
- Lenny, fantasía (Reducción saxofón alto y Piano).
- Osanna in Excelsis, marcha de procesión (Reducción para Clarinete/ Flauta/Trompeta/Oboe/Saxofón alto/Trompa/Violonchelo/Trombon/Fagot/Bombardino y Piano).
- Sueños de Sal, B.S.O para la película documental "Sueños de Sal" (Reducción para coro de voces blancas y piano).
- The flight, para trío de percusión y sonidos pregrabados.

Ha hecho un total de 22 músicas de cámara

### Pasodobles
- Andrés contrabandista.
- El Cachoncho.
- Festeros de Novelda.
- Font negra.
- Juan y Antonio Estevan López.
- Jenaro Melguizo.
- Fiestas en Novelda.
- Manuel Gómez "El Super".
- Mª Teresa Lacruz.
- La Vereda.
- Luís "El caldòs".
- Un paseo.
- Albocasser.
- Alegría.
- Antonio Estevan López y María Gil herrero.
- Santiago Mestre.
- Tilín.

Ha hecho 17 pasodobles